# Corentin Martins
Corentin Martins (Brest, 11 de juliol de 1969) és un futbolista bretó, ja retirat. D'origen portugués, durant la dècada dels 90 va ser considerat com un dels millors en la seua posició, fins a l'eclosió d'en Zinédine Zidane. Va passar la major part de la seua carrera a l'AJ Auxerre, i només va deixar el seu país per disputar una temporada al Deportivo de La Corunya.
Com a internacional va formar part de l'equip francés que va acudir a l'Eurocopa d'Anglaterra de 1996. El 1988, també va disputar un partit internacional amb la selecció de Bretanya, front els Estats Units d'Amèrica.
Entre el seu palmarés, hi destaca el campionat de lliga de 1996 amb l'Auxerre.
Una vegada penjades les botes, ha continuat en el món del futbol com a entrenador. El 2006 fitxa per l'Stade Quimpérois i un any després passa a formar part de l'equip tècnic de l'Stade Brest, on va restar fins al 2013. El 2014 esdevé seleccionador de Mauritània.